# 60 Orionis
60 Orionis är en misstänkt variabel (VAR) i stjärnbilden Orion.
60 Orionis har visuell magnitud +5,22 och varierar utan någon fastställd amplitud eller periodicitet. Den befinner sig på ett avstånd av ungefär 445 ljusår.